# Международен ден на майчиния език
Международният ден на майчиния език е международен празник на 21 февруари, създаден през 1999 година от ЮНЕСКО и признат през 2002 година от Организацията на обединените нации.
Денят отбелязва значимостта на изучаването и използването на майчин език и има за цел насърчаването на многоезичието и културното разнообразие. Той е създаден по инициатива на правителството на Бангладеш, като датата 21 февруари е свързана с демонстрация от 1952 година за признаване на официален статут на говорения в страната бенгалски език.